# Liste der Monuments historiques in Marville
Die Liste der Monuments historiques in Marville führt die Monuments historiques in der französischen Gemeinde Marville auf.

## Liste der Immobilien
| Bezeichnung                 | Beschreibung | Standort                                   | Kennzeichnung | Schutzstatus   | Datum      | Bild           |
| --------------------------- | --- | ------------------------------------------ | ------------- | -------------- | ---------- | -------------- |
| Maison des Drapiers         | ehemaliges Hôtel de Ville, davor Zunfthaus der Tuchhändler; Portal mit Skulptur eines Tuchhändlers, bezeichnet 1524                                                                           | 5 rue du Tripot (Lage)                     | PA00106569    | Classé         | 1931       |                |
| Wohnhaus                    | Anfang des 16. Jahrhunderts erbaut | 2 place Saint Benoît (Lage)                | PA00106573    | Classé         | 1932       |                |
| Wohnhaus                    | Portal, 16. Jahrhundert | 22 rue des Prêtres (Lage)                  | PA00106578    | Classé         | 1932       |                |
| Wohnhaus                    | aus dem 16. Jahrhundert | 18 Grande-place (Lage)                     | PA00106570    | Classé         | 1931       |                |
| Kreuzigungsgruppe           | aus dem 16. Jahrhundert | vor dem Friedhof Mont-Saint-Hilaire (Lage) | PA00106564    | Classé         | 1920       |                |
| Hôtel d’Egremont            | Anfang des 16. Jahrhunderts erbaut, im 17. und 18. Jahrhundert erweitert | 13 Grande-Rue (Lage)                       | PA00106568    | Classé         | 1931       |                |
| Wohnhaus                    | aus dem 16. und 17. Jahrhundert | 16 Grande-Place (Lage)                     | PA00106571    | Classé         | 1931       |                |
| Wohnhaus                    | Skulpturennische mit Madonna mit Kind | 2 rue du Tripot (Lage)                     | PA00106574    | Classé         | 1931       |                |
| Wohnhaus                    | im 16. Jahrhundert erbaut | 3 rue du Tripot (Lage)                     | PA00106575    | Classé         | 1931       |                |
| Stadtbefestigung            | 1270 erbaut, bis ins 16. Jahrhundert verstärkt, 1672 entfestigt; im 19. Jahrhundert mit Wohnhaus überbaut                                                                                     | 8 rue de la Vieille Halle (Lage)           | PA55000032    | Inscrit        | 2002       |                |
| Monument de Mouza           | Wegekapelle | Place de Mouza (Lage)                      | PA00106566    | Classé         | 1931       |                |
| Wohnhaus der Abtei Orval    | um 1500 erbaut, 1768 umgebaut | 27, 29 rue des Prêtres (Lage)              | PA00106572    | Classé Inscrit | 1931 1998  |                |
| Maison du Prieur            | aus dem 16. Jahrhundert; mit Ausstattung | 2 Grande-Place (Lage)                      | PA00106576    | Classé         | 2006       |                |
| Maison du Chevalier Michel  | im 16. Jahrhundert erbaut | 15 Grande-Rue (Lage)                       | PA00106577    | Classé Inscrit | 1931 /1980 |                |
| Maison Pierret              | Portal, bezeichnet 1608; Gebäude ruinös | Rue des Prêtres (Lage)                     | PA00106579    | Classé         | 1931 1932  |                |
| Vierge des Lépreux          | in einer Wegekapelle | am Friedhof Mont-Saint-Hilaire (Lage)      | PA00106580    | Classé         | 1954       |                |
| Kirche St-Nicolas           | 1246 begonnen, Haupt- und Seitenschiffe im 14. Jahrhundert fertiggestellt; im 15. und 16. Jahrhundert Anbau von sechs Kapellen; barocke Rekonstruktion des Glockenturms nach Blitzschlag 1766 | Place Saint-Benoît (Lage)                  | PA00106567    | Classé         | 1920       | weitere Bilder |
| Friedhof Mont-Saint-Hilaire | Friedhof mit Umfassungsmauer, Kapelle St-Hilaire, Beinhaus, Wächterhaus und Gräbern, im 15. Jahrhundert angelegt                                                                              | nordwestlich des Ortes (Lage)              | PA00106565    | Classé         | 1931       | weitere Bilder |
| Wohnhaus                    | Anfang des 14. Jahrhunderts erbaut, nach 1566 umgebaut; mit zwei Kaminen des 17. Jahrhunderts und außergewöhnlich reichen Wandmalereien                                                       | 4 rue Marius (Lage)                        | PA55000047    | Inscrit        | 2015       |                |

## Liste der Objekte
| Bezeichnung                                                | Beschreibung                                                                                   | Standort                                      | Kennzeichnung | Schutzstatus    | Datum     | Bild |
| ---------------------------------------------------------- | ---------------------------------------------------------------------------------------------- | --------------------------------------------- | ------------- | --------------- | --------- | ---- |
| Skulptur Heiliger Hilarius                                 | Holz, farbig gefasst, 18. Jahrhundert                                                          | in der Friedhofskapelle St-Hilaire (Lage)     | PM55002045    | Inscrit         | 1995      |      |
| Hauptaltar                                                 | Altartisch und Retabel; Stein und Holz, farbig gefasst, 15. und 17. Jahrhundert                | in der Friedhofskapelle St-Hilaire (Lage)     | PM55002046    | Inscrit         | 1993      |      |
| Retabel Calvaire du Bal                                    | Darstellung einer Kreuzigungsgruppe; Kalkstein, 14. oder 15. Jahrhundert                       | Ruelle du Bal (Lage)                          | PM55002057    | Inscrit         | 1992      |      |
| Relief Bischof und Priester im Gebet                       | Fragment eines Retabels; Stein, farbig gefasst, 16. Jahrhundert                                | in der Kirche St-Nicolas (Lage)               | PM55001022    | Classé          | 1993      |      |
| Orgelempore                                                | Stein, 16. Jahrhundert                                                                         | in der Kirche St-Nicolas (Lage)               | PM55000368    | Classé          | 1907      |      |
| Relief Kind mit zwei Engeln                                | Stein, farbig gefasst, 16. Jahrhundert                                                         | in der Kirche St-Nicolas (Lage)               | PM55000371    | Classé          | 1907      |      |
| Skulptur Madonna mit Kind (1)                              | Stein                                                                                          | am Haus 2 rue du Tripot (Lage)                | PM55000395    | Classé          | 1931      |      |
| Kirchenfenster                                             | aus dem 16. Jahrhundert; im Ersten Weltkrieg zerstört                                          | in der Friedhofskapele St-Hilaire (Lage)      | PM55001263    | Classé gelöscht | 1907 1957 |      |
| Drei Weihwasserschalen                                     | Stein, 16. und 17. Jahrhundert; 2021 gestohlen                                                 | auf dem Friedhof Mont-Saint-Hilaire (Lage)    | PM55002781    | Classé          | 1931      |      |
| Kanzel                                                     | Eichenholz, 18. Jahrhundert                                                                    | in der Kirche St-Nicolas (Lage)               | PM55002049    | Inscrit         | 1991      |      |
| Takenplatte mit dem Wappen der Abtei Orval                 | Gusseisen, 1725                                                                                | in der Mairie (Lage)                          | PM55002056    | Inscrit         | 2004      |      |
| Takenplatte mit den Wappen von Anglure und Saulx           | Gusseisen, 1618                                                                                | im Maison du Prieur (Lage)                    | PM55002699    | Inscrit         | 2010      |      |
| Skulptur Madonna mit Kind (2)                              | Stein, 13. Jahrhundert                                                                         | in der Kirche St-Nicolas (Lage)               | PM55000365    | Classé          | 1907      |      |
| Weihwasserbecken (1)                                       | von einem Chorknaben getragene Schale; Stein, 16. Jahrhundert                                  | in der Kirche St-Nicolas (Lage)               | PM55000366    | Classé          | 1907      |      |
| Epitaph für Pierre Mengin                                  | Marmor, bezeichnet 1636                                                                        | in der Kirche St-Nicolas (Lage)               | PM55000373    | Classé          | 1907      |      |
| Altarbaldachin (1)                                         | Stein, 16. Jahrhundert                                                                         | in der Kirche St-Nicolas (Lage)               | PM55000378    | Classé          | 1913      |      |
| Zwei Skulpturen: Mater dolorosa und heiliger Antonius      | Stein, 16. Jahrhundert                                                                         | in der Kirche St-Nicolas (Lage)               | PM55000381    | Classé          | 1915      |      |
| Grabstein für N. Huès                                      | Stein, bezeichnet 1345                                                                         | in der Friedhofskapele St-Hilaire (Lage)      | PM55000388    | Classé          | 1907      |      |
| Grabmale                                                   | mit Skulpturen und Reliefs; aus dem 14. bis 16. Jahrhundert                                    | auf dem Friedhof Mont-Saint-Hilaire (Lage)    | PM55000394    | Classé          | 1909      |      |
| Kelch                                                      | Silber, vergoldet, bezeichnet 1754; in der Mairie deponiert                                    | in der Kirche St-Nicolas (Lage)               | PM55001171    | Classé          | 1995      |      |
| Skulptur Johannes der Täufer                               | Holz, farbig gefasst, 16. Jahrhundert                                                          | in der Kirche St-Nicolas (Lage)               | PM55001260    | Classé          | 1913      |      |
| Skulptur Madonna mit Kind (3)                              | Stein, 13. Jahrhundert                                                                         | in der Kirche St-Nicolas (Lage)               | PM55001264    | Classé gelöscht | 1913 1950 |      |
| Zwei Skulpturen von Chorknaben                             | Stein, 15. Jahrhundert                                                                         | in der Kirche St-Nicolas (Lage)               | PM55000369    | Classé          | 1907      |      |
| Skulptur Leichnam Christi                                  | aus einem Heiligen Grab; Holz, farbig gefasst, 15. Jahrhundert                                 | in der Kirche St-Nicolas (Lage)               | PM55000370    | Classé          | 1907      |      |
| Drei Reliefs: Kreuzigung, Maria Magdalena und Drei Apostel | Fragmente eines Retabels; Stein, 13. Jahrhundert                                               | in der Kirche St-Nicolas (Lage)               | PM55000374    | Classé          | 1913      |      |
| Wandgemälde                                                | aus dem 15. Jahrhundert                                                                        | in der Kirche St-Nicolas (Lage)               | PM55000375    | Classé          | 1913      |      |
| 22 Gewölbeschlusssteine                                    | aus dem 15. Jahrhundert                                                                        | in der Kirche St-Nicolas (Lage)               | PM55000376    | Classé          | 1913      |      |
| Skulptur eines heiligen Kapuziners                         | Holz, farbig gefasst, 16. Jahrhundert                                                          | in der Kirche St-Nicolas (Lage)               | PM55000379    | Classé          | 1913      |      |
| Seitenaltar                                                | Altartisch und Tabernakel; Stein, 15. Jahrhundert                                              | in der Kirche St-Nicolas (Lage)               | PM55000380    | Classé          | 1915      |      |
| Grabdenkmal für Salentin de Gauroy                         | Stein, bezeichnet 1609                                                                         | in der Kirche St-Nicolas (Lage)               | PM55000382    | Classé          | 1915      |      |
| Grabmal von Isabelle de Mussey                             | Stein, Anfang des 16. Jahrhunderts                                                             | in der Friedhofskapele St-Hilaire (Lage)      | PM55000386    | Classé          | 1905      |      |
| Zwei Grabsteine                                            | Stein, 15. Jahrhundert                                                                         | in der Friedhofskapele St-Hilaire (Lage)      | PM55000390    | Classé          | 1907      |      |
| Zwölf-Apostel-Retabel                                      | zwei Fragmente als Basis eines Altars verbaut; Stein, farbig gefasst, 15. Jahrhundert          | in der Kirche St-Nicolas (Lage)               | PM55001021    | Classé          | 1993      |      |
| Retabel mit Engels- und Heiligenskulpturen                 | Holz, farbig gefasst, 17. Jahrhundert                                                          | in der Kirche St-Nicolas (Lage)               | PM55002051    | Inscrit         | 1993      |      |
| Zwei Skulpturen: Christus in der Rast und Pietà            | Stein, 16. Jahrhundert                                                                         | auf dem Friedhof Mont-Saint-Hilaire (Lage)    | PM55000393    | Classé          | 1909      |      |
| Schädelkästchen                                            | Holz, bemalt, 16. und 17. Jahrhundert; teilweise 2012 gestohlen                                | im Beinhaus (Lage)                            | PM55002745    | Classé          | 1931      |      |
| Gemälde Heilige Clara und heiliger Franziskus von Assisi   | Ölfarbe auf Leinwand, vergoldeter Holzrahmen, 17. Jahrhundert                                  | in der Kirche St-Nicolas (Lage)               | PM55001016    | Classé          | 1993      |      |
| Skulptur Heiliger Rochus                                   | Holz, farbig gefasst, 16. Jahrhundert                                                          | in der Kirche St-Nicolas (Lage)               | PM55001261    | Classé          | 1913      |      |
| Skulptur Heiliger Franziskus von Assisi                    | Holz, farbig gefasst, 16. Jahrhundert                                                          | in der Kirche St-Nicolas (Lage)               | PM55001262    | Classé          | 1913      |      |
| Zwei Weihwasserbecken                                      | Gusseisen, Steinsockel, 16. Jahrhundert                                                        | in der Kirche St-Nicolas (Lage)               | PM55000367    | Classé          | 1907      |      |
| Altarbaldachin (2)                                         | Stein, 15. Jahrhundert                                                                         | in der Friedhofskapele St-Hilaire (Lage)      | PM55000392    | Classé          | 1915      |      |
| Zwei Patenen                                               | Silber, vergoldet, Ende des 19. Jahrhunderts; im Kathedralschatz in Verdun deponiert           | in der Kirche St-Nicolas (Lage)               | PM55002050    | Inscrit         | 1991      |      |
| Marienaltar                                                | rechter Seitenaltar; Altartisch und Retabel; Kalkstein, 1871 von Jules Laurent                 | in der Kirche St-Nicolas (Lage)               | PM55002052    | Inscrit         | 2000      |      |
| Hauptaltar                                                 | Altartisch, Tabernakel und Retabel; Kalkstein, Kupfer, Messing, 1882 von Jules Laurent         | in der Kirche St-Nicolas (Lage)               | PM55002053    | Inscrit         | 2000      |      |
| Petschaft des Priors von Marville                          | Messing, 17. oder 18. Jahrhundert; im Kathedralschatz in Verdun deponiert                      | in der Mairie (Lage)                          | PM55002055    | Inscrit         | 1995      |      |
| Weihwasserbecken (2)                                       | Gusseisen, Steinsockel, 15. Jahrhundert                                                        | in der Friedhofskapele St-Hilaire (Lage)      | PM55000387    | Classé          | 1905      |      |
| Kruzifix Christ des lépreux                                | Eichenholz, 17. Jahrhundert                                                                    | auf dem Friedhof Mont-Saint-Hilaire (Lage)    | PM55002700    | Inscrit         | 2010      |      |
| Pietà                                                      | Stein, 16. Jahrhundert                                                                         | in der Kirche St-Nicolas (Lage)               | PM55000383    | Classé          | 1960      |      |
| Grabstein von Catherine de Housse                          | Stein, bezeichnet 1608                                                                         | in der Kirche St-Nicolas (Lage)               | PM55000372    | Classé          | 1907      |      |
| Skulptur Madonna mit Kind (4)                              | Stein, farbig gefasst, Ende des 14. Jahrhunderts                                               | in der Friedhofskapele St-Hilaire (Lage)      | PM55000391    | Classé          | 1915      |      |
| Prozessionskreuz                                           | Kupfer, 16. Jahrhundert                                                                        | in der Kirche St-Nicolas (Lage)               | PM55001172    | Classé          | 1995      |      |
| Altarbaldachin (3)                                         | Stein, 15. Jahrhundert                                                                         | in der Kirche St-Nicolas (Lage)               | PM55000377    | Classé          | 1913      |      |
| Zelebrantenstuhl                                           | Holz, Stoff, erste Hälfte des 19. Jahrhunderts                                                 | in der Kirche St-Nicolas (Lage)               | PM55000385    | Classé          | 1959      |      |
| Grabdenkmäler                                              | Stein, 14. Jahrhundert                                                                         | in der Friedhofskapele St-Hilaire (Lage)      | PM55000389    | Classé          | 1907      |      |
| Skulptur Heilige Fina                                      | Holz, farbig gefasst, 18. Jahrhundert                                                          | in der Kirche St-Nicolas (Lage)               | PM55000396    | Classé          | 1980      |      |
| Skulptur Heiliger Antonius von Padua                       | Holz, farbig gefasst, 18. Jahrhundert                                                          | in der Kirche St-Nicolas (Lage)               | PM55002054    | Inscrit         | 2003      |      |
| Prozessionsfahne Heiliger Nikolaus und heiliger Joseph     | Stoff, bestickt und bemalt, Mitte des 19. Jahrhunderts; im Kathedralschatz in Verdun deponiert | in der Kirche St-Nicolas (Lage)               | PM55002048    | Inscrit         | 1991      |      |
| Gemälde Die heilige Scholastika im Gebet                   | Ölfarbe auf Leinwand, 18. Jahrhundert                                                          | in der Kapelle des Hospizes St-Bernard (Lage) | PM55002042    | Inscrit         | 1992      |      |
| Epitaph für Antoine de Failly                              | Kalkstein, bezeichnet 1568                                                                     | in der Kirche St-Nicolas (Lage)               | PM55002047    | Inscrit         | 1991      |      |
| Liturgische Gewänder                                       | Kasel, Stola, Manipel und Bursa; Seide, bestickt, Anfang des 18. Jahrhunderts                  | in der Kirche St-Nicolas (Lage)               | PM55000384    | Classé          | 1959      |      |
| Kreuzreliquiar                                             | mit Etui; Silber, vergoldet, Mitte des 19. Jahrhunderts, von Charles Eugène Trioullier         | in der Kirche St-Nicolas (Lage)               | PM55001018    | Classé          | 1993      |      |
| Nikolausreliquiar                                          | mit Etui; Silber, vergoldet, Mitte des 19. Jahrhunderts, von Charles Eugène Trioullier         | in der Kirche St-Nicolas (Lage)               | PM55001017    | Classé          | 1993      |      |
| Kommode                                                    | Eichen- und Tannenholz, Messing, 18. Jahrhundert                                               | in der Kapelle des Hospizes St-Bernard (Lage) | PM55002044    | Inscrit         | 1991      |      |
| Gemälde Vision des heiligen Bernhards                      | Ölfarbe auf Leinwand, 18. Jahrhundert                                                          | in der Kapelle des Hospizes St-Bernard (Lage) | PM55002043    | Inscrit         | 1992      |      |
| Zwei Leuchterengel (1)                                     | Eichenholz, farbig gefasst, 17. Jahrhundert                                                    | in der Kirche St-Nicolas (Lage)               | PM55001019    | Classé          | 1993      |      |
| Gemälde Der Erzengel Michael besiegt den Drachen           | Ölfarbe auf Leinwand, 18. Jahrhundert                                                          | in der Kapelle des Hospizes St-Bernard (Lage) | PM55002041    | Inscrit         | 1992      |      |
| Zwei Leuchterengel (2)                                     | Eichenholz, farbig gefasst, 17. Jahrhundert                                                    | in der Kirche St-Nicolas (Lage)               | PM55001020    | Classé          | 1993      |      |